# HUNTER〜その女たち、賞金稼ぎ〜
『HUNTER〜その女たち、賞金稼ぎ〜』（ハンター そのおんなたち、しょうきんかせぎ）は、2011年10月11日から12月13日まで毎週火曜日22:00 - 22:54に、関西テレビ制作・フジテレビ系の「火曜22時枠」で放送された日本のテレビドラマ。主演は米倉涼子。新聞のテレビ欄では『ハンター』と表記される。
2007年4月1日に警察庁が導入した『捜査特別報奨金制度』にスポットを当てた作品。
報奨金を賭けて凶悪事件の犯人逮捕に全力を注ぐ「バウンティハンター」井坂黎（米倉涼子）の奮闘振りを描く。

## あらすじ
空港で起きたスリ事件を機に、全国指名手配犯を捕まえ、捜査特別報奨金として100万円を手に入れたCAの井坂黎。
ある日、黎の妹・井坂茜が、姉を保証人にした借金500万円と娘・春を残して失踪してしまう。これを機に黎はCAを辞めて、退職金で借金返済後、茜の行方を探し始める。
そんな中、最近茜は店の客の男と話し込んでいたという話を聞きつけるが、その男は指名手配犯であることを知る。黎は指名手配犯を捕まえるため、後輩CA・本村純、夫からのDVが元で失踪中の鈴木真知子、小料理店で働く和久井和美を呼び寄せ、捜査報奨金を稼ぐバウンティ・ハンター（賞金稼ぎ）チームを結成する。

## キャスト

### バウンティハンターチーム
井坂 黎〈35〉
演 - 米倉涼子（少女時代：朝田帆香 / 高校時代：工藤綾乃）
大手航空会社のキャビンアテンダント（CA）として勤務していたが、上司が頼み仕方なく退職する。CA時代は曲がったことが嫌いで、何でも白黒付けないと気がすまない性格から「パンダ女」と呼ばれていた。音信不通だった妹の茜が突然失踪。茜の一人娘・春を預かり茜が経営する小料理店「春夏冬」を不器用ながら切り盛りすることになる。妹探しをしている内に、ひょんなことから「バウンティハンター」（賞金稼ぎ）になる。
一度会った人間の顔は忘れない。正義感が強く頼りがいがある一方、日本酒が苦手。
本村 純〈23〉
演 - 桐谷美玲
黎の後輩CA。仕事や恋を一生の宝物としており、あらゆる刺激に感銘を受ける。憎めない愛嬌、初対面の男性から情報を引き出すことが得意で人脈も豊富である。刺激を求めて黎と共にバウンティハンターチームの一員となる。仕事の為、しばしばいない事もあるが地方に手がかりを探しに行くなど、CAとしてのメリットが役立つこともある。
和久井 和美〈35〉
演 - 堀内敬子
小料理店「春夏冬」の仕込み手伝い。いつも金に困り一家は貧乏な生活を続けている為、倹約家。そんな中、黎に誘われて金を稼ぐためにバウンティハンターチームの一員となる。ママチャリを愛用。
岸本 咲子 / 鈴木 真知子〈45〉
演 - 戸田恵子
ホームセンターで、パートをしている。「春夏冬」の常連客、石川県出身で金沢弁をしゃべる。夫のモラルハラスメントから逃走中で生活が定住せず、ネットカフェや漫画喫茶を転々としている。お金と仲間が欲しい中、黎達に頼み込みバウンティハンターチームの一員となる。自身も逃亡している為、同じ逃走者の気持ちが分かる。人と接することを極端に嫌い、外ではサングラスとマスクをしていることが多い。暴力を振るう男性に対して、強い憎しみを持つ。
井坂 春〈10〉
演 - 川島鈴遥
小学5年生。茜の娘で、黎の姪。和美の息子とも仲が良い。年齢の割に、大人びた性格。

### 井坂家
井坂 茜〈32〉
演 - 山口紗弥加（幼少時代：信太真妃 / 高校時代：伊藤梨沙子）
黎の妹、「春夏冬」の女将。一人娘の春と多額の借金を残し失踪する。

### 和久井家
和久井 真平
演 - 眞島秀和
和美の夫、ヤナイ文具勤務。
和久井 一平
演 - 加藤翼
和美・真平の息子。

### 警視庁
権藤 猛〈39〉
演 - 谷原章介
警視庁荒川中央署生活安全課に所属する刑事。以前は本庁捜査一課に配属されていた正義感の強い優秀な刑事だったが、事件捜査中に問題を起こしてしまい生活安全課に左遷された。妹を探してほしいという黎の申し出を当初は無視していたが、バウンティハンターになった黎たちと付かず離れずの関係となる。
寺島 吾郎〈35〉
演 - 小泉孝太郎
警視庁捜査一課の刑事、権藤の後輩。報奨金の捜査にも関与し、バウンティハンターチームと権藤の行動を怪しんでいる。
伊藤
演 - 神尾佑（第8 - 最終話）
佐貫の部下、最近「春夏冬」の近くに越してきた男性で「春夏冬」の常連客と仲良くなる。
佐貫
演 - 中原丈雄（第8 - 最終話）
警視庁刑事部部長。 「竹田聡一」殺害事件の陣頭指揮を執る。

### 小料理店「春夏冬」とその周辺人物
武藤 ひとみ〈27〉
演 - 原幹恵
「春夏冬」の隣にあるスナック「ひとみ」のママ。失踪した茜と親しかった。
野々村 優子〈26〉
演 - 齋藤めぐみ
「春夏冬」の隣にあるネイルサロン「ジャスミン」の店長。
佐久間 健太〈21〉
演 - 佐伯大地
スナック「ひとみ」の従業員。「春夏冬」の料理を出前で注文し、「ひとみ」の客に提供するのが彼の仕事である。
大岩 省吾〈65〉
演 - 柄本明
「春秋冬」の常連客、元荒川中央署の刑事。黎たちのアドバイザーとなる。
山内
演 - 八十田勇一
八百屋「八百八」を営む、「春秋冬」の常連客。
芳子
演 - 虻川美穂子（第5・9話）
八百八の妻、和美の同級生。

### ゲスト

#### 第1話
山本 康夫
演 - 水橋研二
捜査特別報奨金：100万円。当時付き合っていた女性を殺害し死体を遺棄した事件で全国指名手配されている。「アベ」という偽名を使い、工事現場などで生計を立て逃亡生活を続けている。
瀬崎 裕次郎
演 - 山崎画大
捜査特別報奨金：100万円。黎が初めて捕まえた指名手配の男。この捕り物が切っ掛けで会社を退職へ追い込まれる原因となる。
石井 正義
演 - 榊英雄
闇金業者。妹・茜が借りた500万円のお金が、いつのまにか姉・黎が連帯保証人となっていた。退職金を全額使い完済する。
日本パシフィック航空（JPA）部長
演 - 田山涼成
黎に早期優遇退職を勧告する。

#### 第2話
杉田 雄三
演 - 岡田達也
捜査特別報奨金：100万円。借金で担保になっている家を守ろうと衝動的に西郷を殺してしまう。「ヒグチ」という偽名を使い、ホームヘルパー「なでしこ」を経営している。
西郷 雅康
演 - 上野太
金融会社「ワクワクローン」を経営、事件の被害者。
杉田 静枝
演 - 岩本多代
雄三の母親、医者から余命2年と宣告されている。息子が自首するまで死ねないと報道関係者に話す。

#### 第3話
山崎 はるこ
演 - 広山詞葉
沖島ケミカルに勤務、被害者。
牧田 祐輔
演 - 秋田宗好
捜査特別報奨金：100万円。石沢町2丁目OL殺人事件被疑者。

#### 第4話
吉田 徹
演 - 浜田晃
リサイクルショップ吉田店主。銀行から1000万円を下ろした後、火事に巻き込まれ死亡する。近所の評判は最悪だった。
吉田 信二
演 - 須永慶
兄の無念を晴らすため私的懸賞金50万円を掛け、自宅火災の原因究明を望んでいる。
カマール
演 - ジブリ・アハメッド
バングラデシュ人、リサイクルショップ吉田の従業人。シャイな性格で彼女が出来ないのが悩みである。
小川 由美
演 - 能世あんな
保育士。将来の結婚相手を探すため、男性が50歳以上限定の婚活パーティに参加する。

#### 第5話
恵利子
演 - 岡本玲
ひとみの幼馴染、警察官殺害事件当時は4歳だった。
瀬谷 利夫
演 - 諌山幸治
警視庁地域部巡査、拳銃を盗まれ殺害される。
楢崎 修
演 - 尾美としのり（青年期：茨木真之介）
警察官が殺された当日、現場で近所の子供たちと遊んでいた。
古谷 雄一
演 - 川嶋秀明
楢崎の大学時代の友達。

#### 第6話
持田 修司
演 - 徳山秀典
恋人を殺した罪で指名手配される。本人は冤罪だと主張している。
持田 裕司
演 - 柏原収史
修司の兄。
井上 千恵
演 - 近野衣里
修司の恋人、事件の被害者。
野沢 さゆり
演 - 大塚千弘
事件当夜、バー「シャコンヌ」で修司と出会う。
バー「シャコンヌ」マスター
演 - クリス松村
シュン
演 - 兼松若人

#### 第7話
中村 貴子
演 - 戸井智恵美
コンビニ強盗に殺された女子高生。
井上 恒雄
演 - 小須田康人
コンビニ強盗犯、私的懸賞金が掛けられている。
中村 信夫
演 - 吹越満
娘が体調不良でバイトを休みたいと訴えたが信夫は認めなかった。その当日貴子が殺害され何故、あの時娘の訴えを聞き入れなかったのかと自責の念を感じ、自分を責め続けている。
橋本 梨沙 / 井上 笑美
演 - 竹富聖花
父親が強盗犯という負い目を感じながらも名前を変え逞しく生きている。偶然出会った権藤に何かと助けてもらう。

#### 第8話
岸本 幹生
演 - 相島一之
真知子の夫、老舗和菓子屋「寛永堂」社長。普段は穏やかな性格だが自分に都合が悪い状況になると表情が一変し怒り出す。

#### 第9話
竹田 聡一
演 - 大根田良樹
経営コンサルタント会社勤務、茜の同級生。殺害された当日、相談があると茜を潰れた料理屋の廃屋に呼び出す。
さおり
演 - 高橋みなみ（AKB48）
「春夏冬」と同じ商店街の乾物屋の娘。

#### 最終話
宮川 篤
演 - 梶原善
MGA企画代表取締役、「竹田聡一」「高橋浩子」殺害に関与している疑いがある。

## スタッフ
- 脚本 - 伴一彦、橋本博行
- 音楽 - 山田豊、橘麻美
- 監督 - 村上正典・佐藤源太（共同テレビ）、白木啓一郎（関西テレビ）
- 主題歌 - 倉木麻衣「Strong Heart」[3]（NORTHERN MUSIC）
- プロデューサー - 河西秀幸（関西テレビ）、後藤勝利・川西琢（共同テレビ）
- 制作 - 関西テレビ
- 制作著作 - 共同テレビ

## 放送日程
| 話数                                                           | 放送日         | サブタイトル                                                      | 脚本            | 演出       | 視聴率 |
| -------------------------------------------------------------- | -------------- | ----------------------------------------------------------------- | --------------- | ---------- | ------ |
| 第1話                                                          | 2011年10月11日 | フツーの女たちが賞金稼ぎ! 警察より先に解決よ                      | 伴一彦          | 村上正典   | 09.8%  |
| 第2話                                                          | 2011年10月18日 | 警察お手上げ! 巨漢の殺人鬼に隠された謎                            | 伴一彦          | 村上正典   | 11.8%  |
| 第3話                                                          | 2011年10月25日 | OL殺人犯は仲間の夫…結婚前の真実暴く                               | 伴一彦          | 佐藤源太   | 11.5%  |
| 第4話                                                          | 2011年11月01日 | 老人狙う放火殺人…結婚詐欺と1千万の謎                              | 伴一彦 橋本博行 | 白木啓一郎 | 12.0%  |
| 第5話                                                          | 2011年11月08日 | 余命僅か老刑事の願い…時効が生んだ無念                             | 伴一彦 橋本博行 | 村上正典   | 12.4%  |
| 第6話                                                          | 2011年11月15日 | 恋人殺しは誤認逮捕…危ない追跡で辿り着く真犯人の謎                 | 伴一彦          | 佐藤源太   | 10.2%  |
| 第7話                                                          | 2011年11月22日 | 愛娘を殺された父の涙…絶望が生んだ悲劇                             | 伴一彦          | 白木啓一郎 | 08.8%  |
| 第8話                                                          | 2011年11月29日 | DV夫の冷酷な素顔〜失踪の妹に殺人容疑                              | 伴一彦          | 佐藤源太   | 11.3%  |
| 第9話                                                          | 2011年12月06日 | 遂に最終章へ。失踪中の妹を救出…素人VS警察の闇、危険な真実に迫る！ | 伴一彦          | 佐藤源太   | 10.9%  |
| 最終話                                                         | 2011年12月13日 | 真犯人に反撃…日本中が目撃する最後の闘い                           | 伴一彦          | 村上正典   | 11.5%  |
| 平均視聴率 11.0%（視聴率はビデオリサーチ調べ、関東地区・世帯） |                |                                                                   |                 |            |        |

- 第6話は「コナミ日本シリーズ2011第3戦 中日対福岡ソフトバンク戦」の中継延長により50分繰り下げ。
- 第7話は「2011年ワールドカップバレーボール男子・日本対キューバ戦」の中継延長により10分繰り下げ。
- 第8話は「2011年ワールドカップバレーボール男子・日本対米国戦」の中継延長と「謎解きはディナーのあとで 第7話」の15分拡大放送により30分繰り下げ。